# ニッケイ新聞
ニッケイ新聞（ニッケイしんぶん、ポルトガル語: Jornal do Nikkey, Jornal Nippak）は、日本語およびポルトガル語で発行されていたブラジルの新聞。2021年12月18日付の発行を以って廃刊。

## 概要
発行元はサンパウロ市に本社を置くニッケイ新聞社。日本語版は週5回の日刊紙であり、ポルトガル語版は土曜日発行の週刊紙である。「パウリスタ新聞」（1947年1月創立）と「日伯毎日新聞」（1949年1月創立）が、1998年に合併・改名して創立された。平均8ページ。公称発行部数（紙印刷版）は約1万部。PDF版もある。姉妹紙のJornal Nippakは週刊12ページのポルトガル語版。サンパウロ市の本社には日本語版編集部には20人弱、ポルトガル語版には約2人が勤務し、配送部門も含めた社員数は約60人。南米およびブラジル各地に通信員がいるほか、日本には東京支社（支社長：輿石信男）がある。
日本語の読み書きが可能な日系人の減少に伴って経営が悪化し、実際の部数は公称（1万部）の半分以下になっていた。さらに新型コロナウイルス感染症の影響で広告収入も激減したことで、2021年10月29日、同年いっぱいで廃刊することを発表。12月18日付で廃刊した。以後、サンパウロで設立されたNPOが記者や購読契約を引き継ぎ、2022年1月に新たな日刊紙『ブラジル日報』を創刊した。

## 編集方針
- ブラジル日系人社会の世論形成への寄与
- ブラジルにおける日本人移民の歴史記事の掲載
- 日本文化の継承および日本語教育への関与
- 移民社会の変容に関する分析
- 日本への出稼ぎ（Dekassegui）の分析
- 日本への情報発信

を挙げている。

## 事業

### イベント
- 2009年 第1回アマゾン移民、山田元さん講演会『トメアスーに生きる』
- 2013年 『ニッケイ杯数独大会2012』、数独考案者（ニコリ社長）鍜治真起来伯講演会
- 2014年 富士山写真展（静岡新聞社と共催、サンパウロ・オザスコ・レジストロ各市で開催）
- 2015年 春野恵子「浪曲ツアーinブラジル」

### 出版
- 『移民の父上塚周平伝 荒野の人』（能美尾透、2007年：ニッケイ新聞社[7]）
- 『百年目の肖像―邦字紙が追った2008年』（2008年：ニッケイ新聞社）
- 『ブラジル移民の創始者 水野龍』（テレーザ・ハツエ・デ・レゼンデ、2008年：ニッケイ新聞社、ポルトガル語版[8]）
- 『ブラジル人のためのニッポンの裏技―暮らしに役立つ日本語便利帳―』（O Jeitinho no Japao para os brasileiros、松田真希子著）、イラスト満載の指差し会話帳
- 『日本人移住八十周年「アマゾン」』日本語版・ポルトガル語版（2012年：ニッケイ新聞社編）、[9]
- 『ブラジル略語集【日ポ両語】』（ブラジル日本商工会議所発行、2013年：ニッケイ新聞社編）
- 『一粒の麦 もし死なずば～ブラジル日本移民レジストロ地方入植100周年～』（深沢正雪著、2014年：ニッケイ新聞社編、無明舎）
- 『Aliança – A Terra da Cooperação』（2014年）「共生の大地アリアンサ～ブラジルに協同の夢を求めた日本人」（木村快著、同時代社、2013）のポルトガル語版
- 『笠戸丸移民 未来へ継ぐ裔孫』（赤嶺園子著、2015年：沖縄タイムス社）

## 受賞歴
- 第2回（平成13年度＝2001年） 海外日系新聞協会賞　
  - 「20世紀の残像－戦後移住者船出の瞬間」（写真展、サンパウロ新聞東京支社、ニッケイ新聞東京支社）
- 第3回（平成14年度＝2002年） 海外日系新聞協会賞　
  - 「再浮上する日伯学園構想」（連載記事）
- 第4回（平成15年度＝2003年）特別賞　
  - ペルーからの報告『フジモリ待望論はあるか』（連載記事）
- 第5回（平成16年度＝2004年）キャンペーン・企画・連載部門賞
  - 「教科書－時代を映して変遷－」（連載記事）
- 第6回（平成17年度＝2005年）ニュース部門努力賞　
  - 「ブラジル日本文化協会役員選挙」（一連の関連報道）
- 第7回（平成18年度＝2006年）特別賞
  - 『海を渡ったサムライたち －－邦字紙記者が見たブラジル日系社会――』（単行本）
- 第9回（平成20年度＝2008年）大賞　
  - 「日伯友好の礎 大武和三郎 ～辞書編纂と数奇な生涯～」

※いずれも海外日系新聞放送協会から